# Ichneumon pedalis
Ichneumon pedalis là một loài tò vò trong họ Ichneumonidae.